# خط طول 10° غرب
خط طول 10° غرب هو أحد خطوط الطول الجغرافية، والتي تمتد من القطب الشمالي الجغرافي إلى القطب الجنوبي الجغرافي، وحسب التحويل الزمني يتأخر خط طول 10° غرب عن خط غرينتش بـ40 دقيقة.

## من القطب إلى القطب
ينطلق خط طول 10° غرب من القطب الشمالي نحو القطب الجنوبي مرورا بالمناطق التي ترد في الجدول التالي:
| الإحداثيات                         | البلد أو الإقليم أو البحر | ملاحظات                                                               |
| ---------------------------------- | ------------------------- | --------------------------------------------------------------------- |
| 90°0′N 10°0′W / 90.000°N 10.000°W  | المحيط المتجمد الشمالي    |                                                                       |
| 82°12′N 10°0′W / 82.200°N 10.000°W | المحيط الأطلسي            |                                                                       |
| 54°19′N 10°0′W / 54.317°N 10.000°W | جمهورية أيرلندا           | Mullet Peninsula، Achill Island، Clare Island وConnemara              |
| 53°23′N 10°0′W / 53.383°N 10.000°W | المحيط الأطلسي            |                                                                       |
| 52°15′N 10°0′W / 52.250°N 10.000°W | جمهورية أيرلندا           | Dingle، Iveragh وBeara Peninsulas                                     |
| 51°37′N 10°0′W / 51.617°N 10.000°W | المحيط الأطلسي            |                                                                       |
| 29°39′N 10°0′W / 29.650°N 10.000°W | المغرب                    |                                                                       |
| 27°40′N 10°0′W / 27.667°N 10.000°W | الصحراء الغربية           | تملكه المغرب                                                          |
| 26°0′N 10°0′W / 26.000°N 10.000°W  | موريتانيا                 |                                                                       |
| 15°21′N 10°0′W / 15.350°N 10.000°W | مالي                      |                                                                       |
| 12°7′N 10°0′W / 12.117°N 10.000°W  | غينيا                     |                                                                       |
| 8°26′N 10°0′W / 8.433°N 10.000°W   | ليبيريا                   |                                                                       |
| 5°49′N 10°0′W / 5.817°N 10.000°W   | المحيط الأطلسي            |                                                                       |
| 40°18′S 10°0′W / 40.300°S 10.000°W | إقليم سانت هيلانة وتوابعه | جزيرة غوف                                                             |
| 40°19′S 10°0′W / 40.317°S 10.000°W | المحيط الأطلسي            |                                                                       |
| 60°0′S 10°0′W / 60.000°S 10.000°W  | المحيط الجنوبي            |                                                                       |
| 70°50′S 10°0′W / 70.833°S 10.000°W | القارة القطبية الجنوبية   | أرض الملكة مود، المطالب الإقليمية بالقارة القطبية الجنوبية by النرويج |